# Leucania polysticha
Leucania polysticha là một loài bướm đêm trong họ Noctuidae.